# نوروزآباد، مادیا پرادش
نوروزآباد، مادیا پرادش (به انگلیسی: Nowrozabad) یک منطقهٔ مسکونی در هند است که در Umaria district واقع شده‌است.

## خصوصیات
نوروزآباد ۲۲٬۴۰۱ نفر جمعیت دارد.